# 戴維·麥克萊倫 (政治學家)

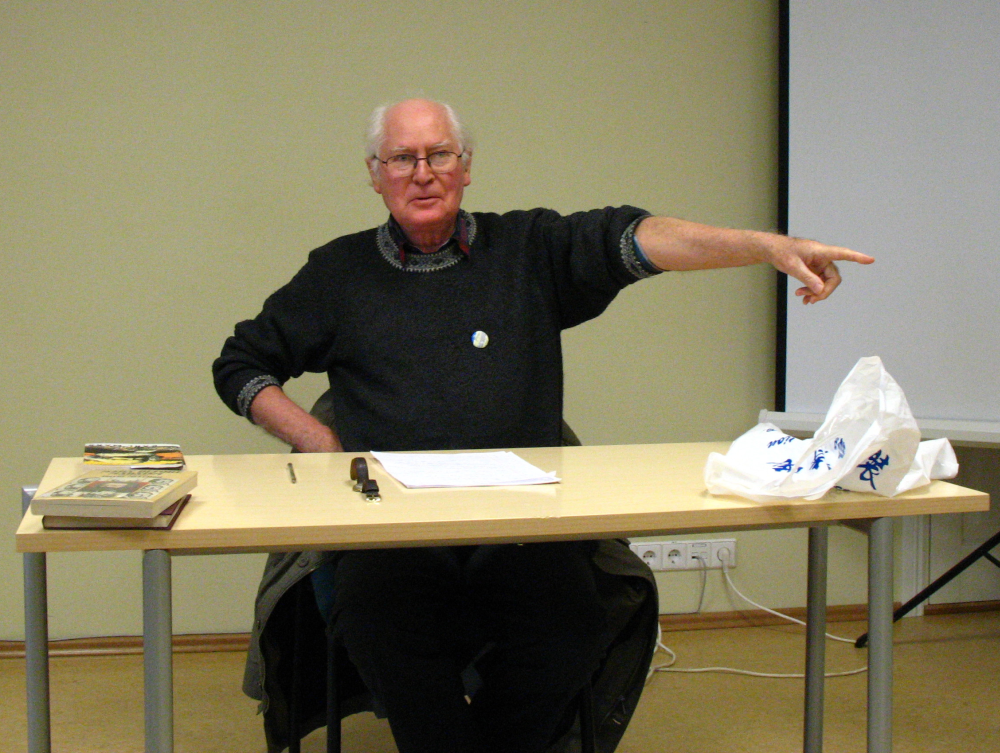
戴維·麥克萊倫

戴維·麥克萊倫（英語：David McLellan，1940年—）是一名英國學者，專門研究卡爾·馬克思和其提出的馬克思主義，並且曾經就讀於麥錢特泰勒斯學校和牛津大學聖約翰學院。

## 外部連結
- Kent faculty page